# 宋旻揆
宋旻揆（송민규，1999年9月12日—），韩国足球运动员，在場上的位置是前鋒，现效力于K联赛1球队全北现代。

## 国家队生涯
2021年6月9日，在世界杯预选赛对阵斯里兰卡的比赛中，宋旻揆首次代表韩国国家足球队亮相。
2022年11月12日，韓國隊宣布了2022年國際足協世界盃的最终阵容，宋旻揆為其中一員。

## 榮譽
韓國 U23
- 亞洲運動會足球比賽冠軍：2022

全北現代
- K聯賽1：2021
- 韓國足協盃：2022